# Maik Meyer
| Odkryte planetoidy: 16 | Odkryte planetoidy: 16 |
| ---------------------- | ---------------------- |
| (112233) Kammerer      | 16 maja 2002           |
| (112328) Klinkerfues   | 16 czerwca 2002        |
| (132445) Gaertner      | 14 kwietnia 2002       |
| (132661) Carlbaeker    | 12 czerwca 2002        |
| (195600) Scheithauer   | 15 maja 2002           |
| (215423) Winnecke      | 4 kwietnia 2002        |
| (270601) Frauenstein   | 14 lipca 2002          |
| (270553) Loureed       | 12 kwietnia 2002       |
| (286841) Annemieke     | 3 lipca 2002           |
| (286842) Joris         | 3 lipca 2002           |
| (302542) Tilmann       | 5 lipca 2002           |
| (302652) Hauke         | 10 września 2002       |
| (313384) 2002 LP60     | 12 czerwca 2002        |
| (366487) 2002 NM57     | 4 lipca 2002           |
| (373636) 2002 OJ25     | 23 lipca 2002          |
| (380320) 2002 GF178    | 12 kwietnia 2002       |

Maik Meyer (ur. w 1970 we Frauenstein) – niemiecki astronom amator.

## Odkrycia
W latach 2000–2008 odkrył 40 komet muskających Słońce na zdjęciach z sondy kosmicznej SOHO, część z nich należała do nowo odkrytej przez niego grupy, nazwanej od jego nazwiska grupą Meyera. W 2002 roku odkrył 16 planetoid. W 2010 odkrył także kometę okresową 312P/NEAT na zdjęciach wykonanych w ramach programu NEAT w 2001 roku. 
W uznaniu jego pracy jedną z planetoid nazwano (52005) Maik.